# Ludwik Wołowski
Ludwik Franciszek Michał Reymond Wołowski (fr. Louis François Michel Raymond Wolowski; ur. 31 sierpnia 1810 w Warszawie, zm. 15 sierpnia 1876 w Gisors) – francuski ekonomista i adwokat pochodzenia polskiego. Również publicysta i działacz społeczny.

## Życiorys
Rodzina Wołowskich wywodzi się od Eliszy Szora, potomka Naftalego Szora, który był rabinem Lublina. 1759/60 Elisza Szor, członek sekty żydowsko-chrześcijańskiej, przeszedł we Lwowie wraz z dziećmi na katolicyzm. Przyjęli oni wtedy nazwisko Wołowski, wywodzące się od polskiego tłumaczenia ich hebrajskiego nazwiska „Szor”, czyli wół. Wołowski był synem Franciszka Wołowskiego (prawnuka Eliszy Szora), cenionego prawnika i deputowanego na Sejm, zwolennika powstania listopadowego oraz bratem Aleksandry Faucher z domu Wołowskiej. Ludwik Wołowski uczył się początkowo w Warszawie, a od 1823 przez 4 lata w Paryżu w słynnym liceum Henryka IV.
Był członkiem sprzysiężenia Piotra Wysockiego. W 1831 jako pierwszy sekretarz poselstwa polskiego rządu powstańczego wrócił do Paryża, po upadku powstania pozostając na emigracji, gdyż za udział w powstaniu władze rosyjskie skazały go zaocznie na śmierć. W 1832 został członkiem założycielem Towarzystwa Historyczno-Literackiego w Paryżu. W 1834 uzyskał obywatelstwo francuskie. Od 1839 do 1871 wykładał w Conservatoire National des Arts et Métiers; w 1843 objął tam katedrę prawa przemysłowego, a później również ekonomii politycznej. W 1848 został wybrany do Zgromadzenia Narodowego. 28 lutego 1852 roku był jednym ze współzałożycieli w Paryżu, włącznie z Ksawerym Branickim, banku Crédit Foncier de France, pierwszego w Europie banku kredytów hipotecznych, wzorowanego na Towarzystwie Kredytowym Ziemskim, powołanym przez Franciszka Ksawerego Druckiego Lubeckiego w Królestwie Polskim. W 1876 na krótko przed śmiercią został wybrany dożywotnim senatorem.
Miał córkę Ludwikę, po mężu Passy. Był stryjem Andrzeja Władysława Wołowskiego, którego wspierał po jego przyjeździe do Francji wskutek upadku powstania styczniowego.

## Poglądy ekonomiczne
Wołowski był zwolennikiem liberalizmu gospodarczego i bimetalizmu w polityce pieniężnej. W pracy Zagadnienie banków postulował utworzenie jednego centralnego banku emisyjnego. Interwencjonizm państwa ograniczał do emisji banknotów, która miała być oparta na funduszu kruszcowym złota i srebra.

## Dzieła
- De l’organisation du crédit foncier, 1848
- Études d’économie politique et de statistique, 1848[6]
- Introduction de l’économie politique en Italie, 1858
- La Question des banques (Zagadnienie banków), 1864[7]
- Les Finances de la Russie, 1864[8]
- Notions générales d’économie politique, 1866[9]
- La Banque d’Angleterre et la banque d’Écosse, 1867[10]
- La Liberté commerciale et le résultat du traité de commerce de 1860, 1869
- Le Travail des enfants dans les manufactures, 1868
- Le Change et la circulation, 1869
- La Question monétaire, 2. wydanie, 1869[11]